# Samtgemeinde Lathen
In der Samtgemeinde Lathen aus dem niedersächsischen Landkreis Emsland haben sich sechs Gemeinden zur Erledigung ihrer Verwaltungsgeschäfte zusammengeschlossen.

## Geografie

### Geografische Lage
Die Samtgemeinde Lathen liegt im Nordwesten des Landkreises an der Ems.

### Nachbargemeinden
Im Norden grenzt die Samtgemeinde Lathen an die Samtgemeinde Dörpen, im Osten an die Samtgemeinde Sögel, im Süden an die Stadt Haren und im Westen an die Niederlande.

### Die Gemeinden
(Einwohner am 31. Dezember 2024)
| Lage der Mitgliedsgemeinden in der Samtgemeinde Lathen | 1. Fresenburg (947) 2. Lathen (6767) 3. Niederlangen (1318) 4. Oberlangen (993) 5. Renkenberge (668) 6. Sustrum (1388) |

## Geschichte
Die Samtgemeinde entstand 1965 auf freiwilliger Basis zunächst noch ohne Fresenburg, das erst 1972 hinzukam. Im Zuge der Kreisreform wurde durch das Gesetz zur Neugliederung der Gemeinden in den Räumen Leer und Aschendorf-Hümmling zum 1. Januar 1973 Hilter (Ems) und Kathen-Frackel nach Lathen sowie Neusustrum nach Sustrum eingemeindet. Damit hatte die Samtgemeinde ihre heutige Zusammensetzung (Stand: 2025) mit den sechs Gemeinden Fresenburg, Lathen, Niederlangen, Oberlangen, Renkenberge und Sustrum angenommen.
Der Landkreis Aschendorf-Hümmling, dem die Samtgemeinde bis zu diesem Zeitpunkt angehört hatte, wurde am 1. August 1977 aufgelöst und ging mit anderen Landkreisen im neuen Landkreis Emsland auf.
Das 50-jährige Jubiläum der Samtgemeinde wurde 2015 mit der Herausgabe einer Chronik, einem Festakt und weiteren Veranstaltungen gewürdigt.

## Politik
Der Verwaltungssitz der Samtgemeinde ist in der Gemeinde Lathen.

### Samtgemeinderat
Der Rat der Samtgemeinde Lathen besteht aus 30 Ratsfrauen und Ratsherren. Dies ist die festgelegte Anzahl für eine Samtgemeinde mit einer Einwohnerzahl zwischen 12.001 und 15.000 Einwohnern. Die Ratsmitglieder werden durch eine Kommunalwahl für jeweils fünf Jahre gewählt. Neben den 28 in der Samtgemeindewahl gewählten Mitgliedern ist außerdem der hauptamtliche Samtgemeindebürgermeister im Rat sitz- und stimmberechtigt. Die aktuelle Amtszeit begann am 1. November 2021 und endet am 31. Oktober 2026.
| Parteien und Wählergemeinschaften | Parteien und Wählergemeinschaften           | 2021  | 2021  | 2016  | 2016  | 2011  | 2011  | 2006  | 2006  | 2001 | 2001  |
| Parteien und Wählergemeinschaften | Parteien und Wählergemeinschaften           | %     | Sitze | %     | Sitze | %     | Sitze | %     | Sitze | %    | Sitze |
| --------------------------------- | ------------------------------------------- | ----- | ----- | ----- | ----- | ----- | ----- | ----- | ----- | ---- | ----- |
| CDU                               | Christlich Demokratische Union Deutschlands | 70,2  | 21    | 73,4  | 20    | 76,7  | 22    | 83,1  | 22    | 80,1 | 23    |
| SPD                               | Sozialdemokratische Partei Deutschlands     | 17,3  | 05    | 20,1  | 06    | 17,3  | 05    | 13,3  | 03    | 15,8 | 04    |
| GRÜNE                             | Bündnis 90/Die Grünen                       | 07,7  | 02    | 06,5  | 02    | 04,8  | 01    | —     | —     | —    | —     |
| FDP                               | Freie Demokratische Partei                  | 04,9  | 02    | —     | —     | 01,2  | 0     | 03,6  | 01    | 02,5 | 0     |
| Gesamt                            | Gesamt                                      | 100   | 30    | 100   | 28    | 100   | 28    | 100   | 26    | 100  | 27    |
| Wahlbeteiligung in %              | Wahlbeteiligung in %                        | 59,24 | 59,24 | 59,64 | 59,64 | 58,84 | 58,84 | 59,07 | 59,07 |      |       |

### Samtgemeindebürgermeister
Hauptamtlicher Samtgemeindebürgermeister ist Helmut Wilkens (CDU), der in der Wahl am 26. Mai 2019 mit 61,5 % der Stimmen gewählt wurde.

### Vertreter im Land- und Bundestag
Die Samtgemeinde ist Teil des Landtagswahlkreis Papenburg. Er umfasst neben der Stadt Papenburg auch die Gemeinden Rhede (Ems) und die Samtgemeinden Dörpen, Lathen, Nordhümmling, Sögel und Werlte. Zur Landtagswahl in Niedersachsen 2013 traten fünf Direktkandidaten an. Direkt gewählter Abgeordneter ist Bernd Busemann (CDU). Der Wahlkreis trug die Wahlkreisnummer 82.
Lathen gehört zum Bundestagswahlkreis Unterems (Wahlkreis 25), der aus dem Landkreis Leer und dem nördlichen Teil des Landkreises Emsland besteht. Der Wahlkreis wurde zur Bundestagswahl 1980 neu zugeschnitten und ist seitdem unverändert. Bislang setzten sich in diesem Wahlkreis als Direktkandidaten ausschließlich Vertreter der CDU durch. Bei der Bundestagswahl 2021 wurde die CDU-Abgeordneten Gitta Connemann aus Leer direkt wiedergewählt. Über Listenplätze der Parteien zogen Anja Troff-Schaffarzyk (SPD) und Julian Pahlke (Grüne) aus dem Wahlkreis in den Bundestag ein.

### Wappen
| Wappen von Samtgemeinde Lathen | Blasonierung: „In Silber und Grün durch Wellenschnitt geteiltes Wappen hat neben einer aufgelegten silber-grünen Garbe rechts einen kleinen in Rot und Gold geteilten und links einen goldenen Schild mit roten Balken unterhalb der Teilung.“ |
| Wappen von Samtgemeinde Lathen | Wappenbegründung: Die sechs Ähren der Garbe stehen für die sechs Gemeinden, die Wellen für die Ems, an der sie liegen. Die Farben Silber und Grün sind dem Wappen der namensgebenden Gemeinde Lathen entnommen, das Grün weist zusätzlich auf die Landwirtschaft hin. Die beiden Schilder stehen für die Reichsabtei Corvey und das Fürstbistum Münster, die für Jahrhunderte für das Gebiet von Bedeutung waren. |

## Wirtschaft und Infrastruktur

### Wirtschaftsstruktur
Während die Gemeinde Lathen eher gewerblich-industriell ausgerichtet und dienstleistungsorientiert ist, sind die anderen fünf Mitgliedsgemeinden landwirtschaftlich geprägt.
Seit den 1990er Jahren ist die Samtgemeinde bestrebt, sich im Bereich der Erneuerbaren Energien beständig fortzuentwickeln. Zunächst wurden Windkraftanlagen aufgebaut, nachfolgend kamen ein Solarpark und weitere Solaranlagen sowie die Nutzung von Bioenergie hinzu. Im September 2013 wurde die Samtgemeinde von der „Agentur für erneuerbare Energien“ als Energie-Kommune geehrt. Im Jahr 2014 folgte eine Auszeichnung von Lathen-Ortskern und -Wahn als Bioenergiedorf. Im Jahr 2018 lag die in der Gemeinde insgesamt erzeugte Energie bereits bei 375 % des Eigenbedarfs.
Auf dem Gemeindegebiet liegt ein Teil der stillgelegten Transrapid-Versuchsanlage Emsland.

### Verkehr
Durch die Samtgemeinde verlaufen in Nord-Süd-Richtung die Autobahn 31 und die Bundesstraße 70.
Der Bahnhof Lathen wird von den Regional-Express-Zügen der Strecke Rheine – Leer – Norddeich Mole bedient. In Lathen zweigt von ihr eine nicht elektrifizierte Nebenstrecke nach Werlte ab, die derzeit (Stand: 2025) nur noch für den Güterverkehr genutzt wird.
Der Dortmund-Ems-Kanal-Radweg (DEK-Route) verläuft weitgehend entlang des Dortmund-Ems-Kanals.

## Ehrenbürger
Seit 2004 war die im Jahr 2021 verstorbene Erna de Vries Ehrenbürgerin von Lathen. Die 1923 in Kaiserslautern geborene Überlebende des Holocaust war mit dem in Lathen geborenen Josef de Vries, der als Jude sechs Jahre in deutschen Konzentrationslagern verbrachte, verheiratet.